# Tenes (Creta)
Tenes (en grec antic Θεναί) va ser una ciutat de Creta a la plana d'Omphalia, prop de Cnossos.
Se suposa que estava prop del lloc on els venecians van construir el Castello Temenos l'any 961 i on poc després Nicèfor II Focas va derrotar les forces de l'emir musulmà de l'illa.